# MechAssault: Phantom War
MechAssault: Phantom War ist ein Actionspiel für Nintendo DS und ein Lizenzprodukt des BattleTech-Franchises, das im September 2006 von Majesco Entertainment veröffentlicht wurde. Es ist das dritte MechAssault-Spiel und stammt von Backbone Entertainment.

## Handlung
Der Spieler übernimmt die Rolle von Vallen Brice, einem MechWarrior und Profihacker der Lyranischen Allianz. Er wird beauftragt, die Hyperpuls-Generatoren zu untersuchen, die üblicherweise die Kommunikation zwischen den Planeten ermöglichen. Doch seit mehr als 60 Jahren sind sie wegen eines Computervirus nicht mehr nutzbar. Neueste Gerüchte deuten darauf hin, dass sie in eine Waffe umfunktioniert werden könnten. Brice Aufgabe ist es, dies zu verhindern.

## Spielprinzip
Der Spieler betrachtet das Spielgeschehen aus einer Third-Person-Perspektive. Er steuert die meiste Zeit einen Kampfmech, wobei zwischen zwei Eingabeschemata gewählt werden kann. Variante 1 steuert den Mech mit Hilfe des D-Pads und die Zielkontrolle der Waffen mit den Aktionsbuttons, in Variante 2 simuliert der zweite Bildschirm einen Analog-Stick, der mit dem Stylus bedient werden kann.
Das Spiel ist missionsbasiert. In linear aufgebauten 3D-Level liefert sich der Spieler in Echtzeit Gefechte mit gegnerischen Panzern, Mechs und Flugeinheiten. Es gibt variierende Missionsziele, darunter Rettungs-, Angriffs und Eskortmissionen. Die Spielerfigur kann ihren Mech auch kurzzeitig verlassen, um in ein anderes Mech-Modell mit anderen Fähigkeiten zu steigen oder per Hacking-Fähigkeit Zugänge zu neuen Spielabschnitten zu öffnen. Das Hacking wird durch ein Minispiel simuliert. Besiegte Gegner hinterlassen Sammelobjekte, mit denen Lebensenergie des eigenen Mechs wiederhergestellt werden kann.
Das Spiel kann drahtlos, jedoch nicht online mit bis zu vier Spielern gespielt werden.

## Rezeption
„Respekt an die Entwickler – ich hätte nicht gedacht, dass sich das MechAssault-Spielgefühl auf den DS übertragen lässt. Wenn ihr euch an die grafische Einöde und die etwas schwammige Steuerung via Touchscreen gewöhnt habt, liefert ihr euch beinah genauso spannende Kämpfe wie auf der alten Microsoft-Konsole. Andererseits fehlt auf dem DS ausgerechnet die Komponente, die zu Beginn der Xbox Live-Ära für so viele lustige Stunden gesorgt hat: der Online-Modus.“

“Although MechAssault: Phantom War isn't necessarily the worst game to ever pop up on the DS, it's pretty close to the bottom of the pile. The poor controls and bland graphics are a far cry from everything that made the original MechAssault game on the Xbox such a success.”

„Obwohl MechAssault: Phantom War nicht zwingend das schlechteste Spiel aller Zeiten ist, das auf dem DS aufgetaucht ist, ist es ziemlich nahe am Ende am Ende der Fahnenstange. Die mangelhafte Steuerung und die platte Grafik sind ein entfernter Abklatsch dessen, was die ursprünglichen MechAssault-Spiele auf der Xbox zu einem Erfolg machten.“